# 홍수아
홍수아(본명: 홍근영, 1986년 6월 30일 ~ )는 대한민국의 배우이다.

## 생애
1986년 6월 30

## 학력
- 1999년~2002년 영신중학교
- 2002년~2005년 영신여자고등학교
- 2005년~2009년 건국대학교 영화예술학과

## 경력
- 2003년 잡지 쎄씨 전속 모델
- 2006년 제3회 국제청소년영화제 홍보대사
- 2006년 해외인터넷청년봉사단 홍보대사
- 2008년 두산 베어스 명예선발투수
- 2009년 한국조혈모세포은행협회 홍보대사
- 2010년 천사 걷기대회 홍보대사
- 2011년 보령머드축제 홍보대사
- 2011년 제48회 수원화성문화제 홍보대사

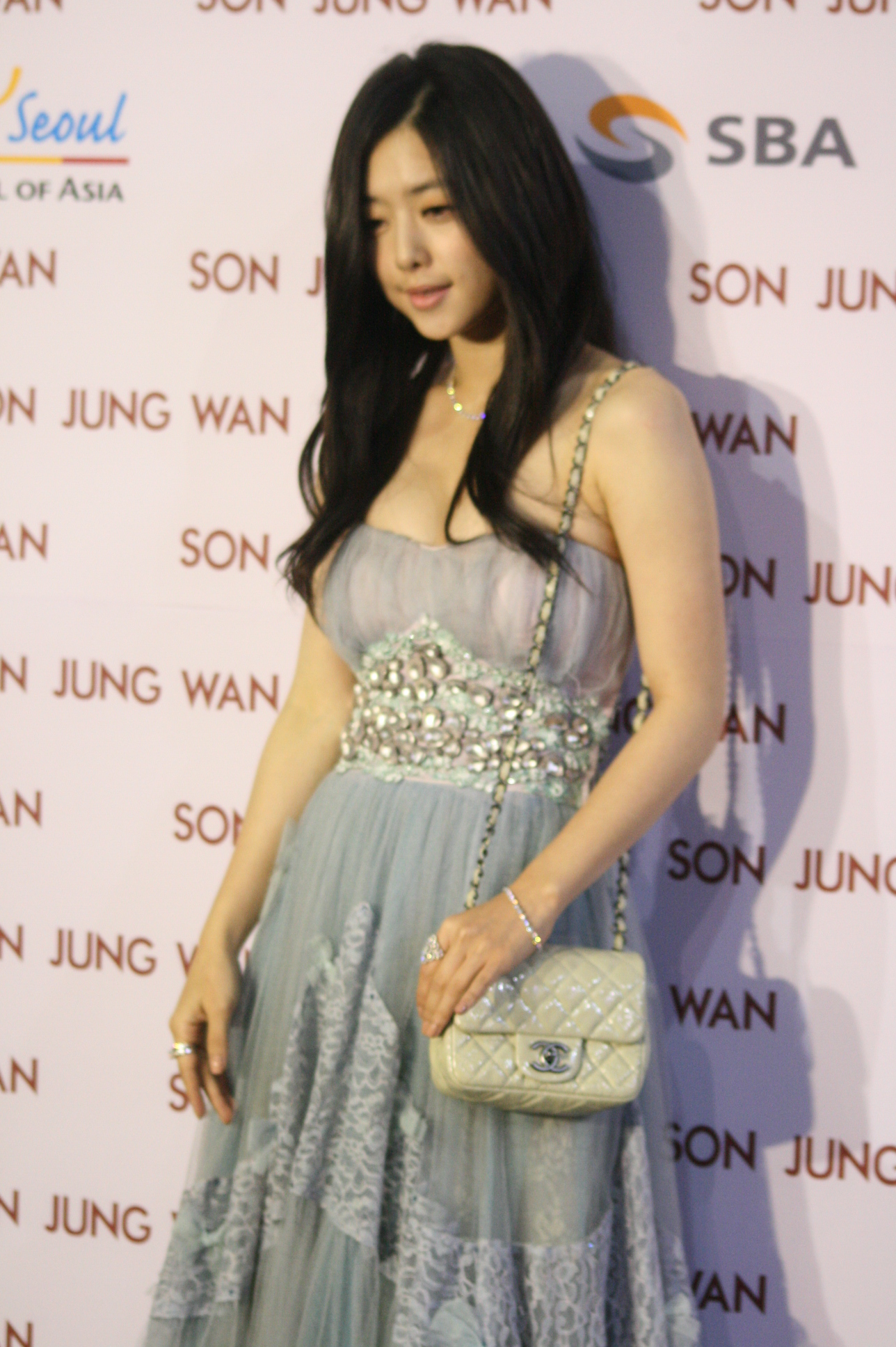

- 2013년 코레일 홍보대사
- 2013년 서울대공원 명예동물원장

## 출연

### 드라마
| 연도 | 방송사           | 제목                                     | 역할   | 비고           |
| ---- | ---------------- | ---------------------------------------- | ------ | -------------- |
| 2004 | MBC              | 논스톱 5                                 | 홍수아 |                |
| 2005 | MBC              | 작업의 고수                              | 수아   |                |
| 2006 | MBC              | MBC 베스트극장 - 나의 문제적 그녀        | 김소진 |                |
| 2006 | SBS              | 101번째 프러포즈                         | 한금정 |                |
| 2007 | KBS1             | 하늘만큼 땅만큼                          | 윤은하 |                |
| 2008 | KBS2             | 내 사랑 금지옥엽                         | 백재라 |                |
| 2009 | SBS funE         | 초건방                                   |        |                |
| 2011 | MBC              | 남자를 믿었네                            | 하정민 |                |
| 2012 | KBS2             | KBS 드라마 스페셜 연작 시리즈 - 강철본색 | 미강   |                |
| 2013 | KBS1             | 대왕의 꿈                                | 연화   |                |
| 2015 | CCTV-1           | 온주량가인                               | 최효진 |                |
| 2016 | 후난위성텔레비전 | 억만계승인                               | 육환아 |                |
| 2018 | KBS2             | 끝까지 사랑                              | 강세나 |                |
| 2020 | SBS              | 불새 2020                                | 이지은 |                |
| 2024 | KBS2             | 피도 눈물도 없이                         | 루시아 | 103회 특별출연 |

### 영화
| 연도 | 제목                        | 역할   | 비고 |
| ---- | --------------------------- | ------ | ---- |
| 2003 | 조폭 마누라 2 - 돌아온 전설 | 중희   |      |
| 2003 | 여고괴담 3: 여우계단        | 조소반 |      |
| 2004 | 페이스                      | 조혜란 |      |
| 2005 | 잠복근무                    | 조혜령 |      |
| 2013 | 연애의 기술                 | 수진   |      |
| 2015 | 원령                        | 설련   |      |
| 2016 | 멜리스                      | 최가인 |      |
| 2017 | 역모: 반란의 시대           | 윤서영 |      |
| 2018 | 목격자: 눈이 없는 아이      | 첸통   |      |
| 2022 | 감동주의보                  | 보영   |      |

### 뮤지컬
| 연도                  | 제목             | 역할   | 비고 |
| --------------------- | ---------------- | ------ | ---- |
| 2009.01.08~2009.01.25 | 진짜 진짜 좋아해 | 오정화 |      |
| 2009.01.29~2009.02.22 | 진짜 진짜 좋아해 | 오정화 |      |
| 2009.03.21~2009.03.22 | 진짜 진짜 좋아해 | 오정화 |      |

### 교양
| 연도 | 방송사    | 제목                                      | 역할    | 비고 |
| ---- | --------- | ----------------------------------------- | ------- | ---- |
| 2011 | SBS       | 드림프로젝트 당신에게 일어날 수 있는 기적 |         |      |
| 2012 | SBS       | TV 동물농장                               | 일일 MC |      |
| 2022 | TV CHOSUN | 식객 허영만의 백반기행                    | 게스트  |      |

### 예능
| 연도   | 방송사     | 제목                     | 역할      | 비고                              |
| ------ | ---------- | ------------------------ | --------- | --------------------------------- |
| 2004   | 엠넷       | M.net 쇼킹 M             |           |                                   |
| 2005   | MBC        | 쇼 음악중심              | MC        |                                   |
| 2005   | KBS 2TV    | 해피선데이 - 여걸식스    | 고정 출연 |                                   |
| 2010   | SBS        | 일요일이 좋다 - 영웅호걸 | 고정 출연 | 1~2회                             |
| 2010   | KBS 2TV    | 스타 골든벨 1학년 1반    |           |                                   |
| 2016   | SBS        | 내일은 시구왕            | 고정 출연 |                                   |
| 2019   | SBS        | 정글의 법칙 - 미얀마 편  | 43기      | 372~377회 (2019.07.13~2019.08.17) |
| 2020   | SBS 플러스 | 강호동의 밥심            |           |                                   |
| 2021   | 채널 A     | 무작정 커머스            | 고정 출연 |                                   |
| 2022   | SBS        | 런닝맨                   | 게스트    |                                   |
| 2022   | SBS        | 골 때리는 그녀들 시즌3   | 고정 출연 | 전 fc불나비 선수                  |
| 2022   | TV CHOSUN  | 식객 허영만의 백반기행   | 게스트    |                                   |
| 2023년 | MBN        | 내일은 위닝샷            | 고정 출연 |                                   |
| 2023년 | SBS        | 신발벗고돌싱포맨         | 게스트    |                                   |
| 2024년 | SBS        | 신발벗고돌싱포맨         | 게스트    | 2024.09.~                         |

### 뮤직비디오
| 연도 | 가수   | 노래               | 공동 출연 |
| ---- | ------ | ------------------ | --------- |
| 2004 | 신나고 | 이쁘니깐           |           |
| 2005 | 홍수아 | 이별이 오지 못하게 |           |
| 2010 | 알리   | Hey 미스터         |           |
| 2017 | 산이   | 모해               |           |

## 광고
| 연도 | 기업            | 제품                     | 종류 | 공동 출연 |
| ---- | --------------- | ------------------------ | ---- | --------- |
| 2003 | 농심            | 쫄쫄면                   |      |           |
| 2003 | 엔요            |                          |      |           |
| 2003 | 빙그레          | 키위아작                 |      |           |
| 2003 | 오징어짱        |                          |      |           |
| 2004 | 롯데제과        | 위즐                     |      |           |
| 2004 | 광동제약        | 비타500                  |      |           |
| 2004 | 에뛰드          |                          |      |           |
| 2004 | 인터파크        |                          |      |           |
| 2005 | 강변 테크노마트 | 테크노마트               |      |           |
| 2005 | 씨즐            |                          |      |           |
| 2005 | 폴크스바겐      | 뉴 비틀                  |      |           |
| 2005 | 해태아이스크림  | 토마토마                 |      |           |
| 2005 | 아모레퍼시픽    | 라네즈                   |      |           |
| 2006 | 삼천리자전거    |                          |      |           |
| 2006 | 온세통신        |                          |      |           |
| 2015 |                 | 샤인앤샤인 (SHINE&SHINE) |      |           |
| 2015 | 흑풍 온라인     |                          |      |           |

## 수상 및 후보
| 연도 | 시상식                        | 부문                            | 작품        | 결과 |
| ---- | ----------------------------- | ------------------------------- | ----------- | ---- |
| 2005 | MBC 방송연예대상              | 베스트 드레서상                 |             | 수상 |
| 2015 | 한국 영화를 빛낸 스타상       | 라이징 한류 스타상              |             | 수상 |
| 2015 | 제19회 부천국제판타스틱영화제 | WTUF 중국의 밤 한·중 문화교류상 |             | 수상 |
| 2015 | 제4회 에이판 스타 어워즈      | 한류상                          |             | 수상 |
| 2016 | 제11회 아시아 모델 페스티벌   | 아시아 특별상 (배우 부문)       |             | 수상 |
| 2016 | 한국 영화를 빛낸 스타상       | 한류특별공로상                  |             | 수상 |
| 2017 | 아시아뮤직패스티벌            | 한류인기상                      |             | 수상 |
| 2017 | 제1회 신필름예술영화제        | 한류스타상                      |             | 수상 |
| 2018 | KBS 연기대상                  | 일일극 부문 여자 우수연기상     | 끝까지 사랑 | 후보 |
| 2019 | 제8회 대한민국 베스트 스타상  | 베스트 한류 스타상              |             | 수상 |
| 2019 | 제8회 대한민국 베스트 스타상  | 한류공로상                      |             | 수상 |
| 2020 | 대한민국예술문화인대상        | 한류영화특별상                  |             | 수상 |

## 애칭
KBO 리그 경기에서는 경기가 시작하기 전 흔히 여자 연예인이 시구를 하곤 하는데, 기존에는 마운드에 올라 던지는 시늉만 하거나, 심지어 미니스커트·하이힐 등 시구에 부적절한 모습으로 마운드에 오르는 것이 다반사였다. 그와 달리 홍수아는 2005년 7월 8일 (두산 대 삼성 경기) 시구자로 나섰을 때 시구하기 전부터 시구 연습을 하고, 시구에 적합한 의상을 갖추고 나온 것은 물론 완벽에 가까운 폼으로 강속구를 던져서 "개념 시구의 효시"라는 칭찬과 함께 팬들의 박수를 이끌어 냈다. 홍수아의 개념 시구를 본 야구 팬들은 홍수아가 투구할 때 팔꿈치의 꺾이는 각도, 앙다문 입술 등의 폼이 마치 전직 메이저 리그 투수 페드로 마르티네스와 흡사하다고 하여 홍수아의 성 '홍'과 페드로 '드로'를 합친 "홍드로"라는 별명을 지어 주었다.
홍수아는 2007년 포스트시즌 제7차전 (두산 대 한화) 경기와 2008년 한국시리즈 제5차전 (두산 대 SK)에 계속 시구자로 초청되었는데, 팬들은 그녀의 시구를 등판이라고 일컫는 등 열광적인 반응을 보였다. 2008년 10월 31일에 열린 프로야구 한국시리즈 5차전에 시구자로 나선 홍수아는 '백넘버 1번 홍드로'라고 쓰인 두산 베어스 유니폼을 입고 시구하였는데 시속 80km에 육박하는 공을 던져 관중들의 환호를 이끌어 냈다. 단순히 공을 잡는 것이 아닌 체인지업 그립으로 공을 잡거나 포수와 사인을 주고받기도 하는 등 실제 투수가 공을 던질 때처럼 시구에 진지한 모습을 보여 주어 야구팬들에게 재미를 더해 주고 있다. 이러한 공로로 최근 두산 베어스 명예 선발 투수로 위촉되었다. 2009년 11월 7일 프로 야구 홍보단과 언론사의 경기에서 홍보단 선발로 나와 1이닝 완벽 투구를 하고 내려 갔다.